# Maxime Lamotte

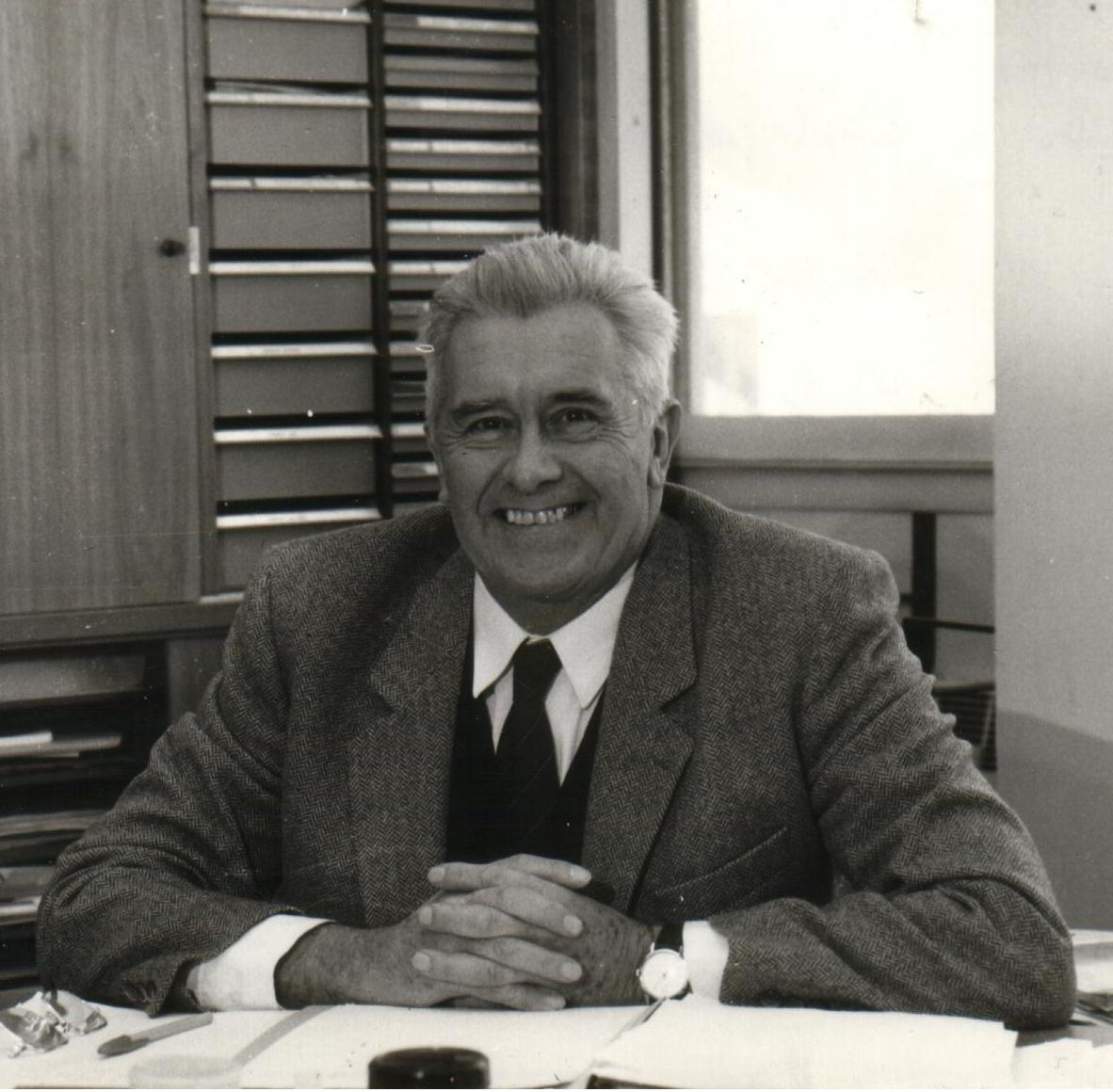
Maxime Lamotte (1986)

Maxime Georges Lamotte (* 26. Juni 1920 im 14. Arrondissement, Paris; † 31. August 2007 in Collobrières, Département Var) war ein französischer Evolutionsbiologe, Feldnaturforscher und Herpetologe.

## Leben
Lamotte war der Sohn von Georges Lamotte und Denise Huguet. Nach ausgezeichneten Abschlüssen an den Lycées Lycée Henri IV und Lycée Saint-Louis studierte er von 1939 bis 1943 Mathematik an der École normale supérieure  (ENS). Während dieser Zeit machte er eine sechsmonatige Exkursion nach Westafrika, die die Weichen für seine spätere Karriere stellen sollte. 1951 wurde er mit einer Dissertation über die genetische Struktur der natürlichen Population der europäischen Hain-Bänderschnecke (Cepaea nemoralis) zum Docteur ès Sciences (DSc) an der ENS promoviert. In dieser Arbeit schätzte er die Allelfrequenzen in vielen Populationen, um die Sewall-Wright-Modelle der natürlichen Selektion zu testen. 1953 wurde er Professor an der Université Lille Nord de France und 1956 an der Sorbonne sowie an der ENS. 1988 ging er als Professor emeritus der Universität Pierre und Marie Curie in den Ruhestand und zog nach Collobrières in Südfrankreich.
Lamottes erste Expedition von 1941 bis 1942 machte ihn mit der Region der Nimbaberge im Grenzgebiet zwischen Guinea und der Elfenbeinküste vertraut, in der Höhenlagen von 1750 m erreicht werden. Hier arbeitete er das erste Mal mit quantitativen Methoden für Feldstudien und hier machte er auch seine bedeutendste herpetologische Entdeckung. 1905 beschrieb Gustav Tornier die Art Nectophrynoides viviparus, von der er annahm, dass dies der erste lebendgebärende Froschlurch wäre. Später stellte sich jedoch heraus, dass Nectophrynoides viviparus ovovivipar ist. Lamotte entdeckte am Mont Nimba einen Froschlurch, bei dem echte Viviparie vorliegt. Dieses Taxon wurde 1942 von Fernand Angel als Nectophrynoides occidentalis (heute Nimbaphrynoides occidentalis) beschrieben. Lamotte und seine Mitarbeiter veröffentlichten mehrere wissenschaftliche Artikel über diese Art, in denen sie die Entwicklung, Ökologie und Physiologie beschrieben. Ihre frühe Annahme, dass eine Parthenogenese vorliegen könnte, wurden nicht bestätigt. Mit sechs Exemplaren pro m² wurde auch eine sehr hohe Populationsdichte ermittelt. Lamottes biologische Aktivitäten führten dazu, dass die Nimbaberge von der UNESCO zum Biosphärenreservat und zum Weltnaturerbe erklärt wurden. Am Mont Nimba entdeckte Lamotte auch den ersten afrikanischen Froschlurch mit einer direkten Entwicklung, der 1950 von Fernand Angel als Arthroleptis crusculum erstbeschrieben wurde. 
1962 gründete Lamotte mit dem Ethnologen Jean-Luc Tournier die ökologische Feldstation Lamto in der Waldsavanne der Elfenbeinküste. Zwischen 1967 und 1983 veröffentlichte er in Zusammenarbeit mit dem Ökologen François Bourlière mehrere Bücher über die Arbeit von Lamto. Ihre Diskussionen umfassen Coevolution, Nischentheorie sowie konkurrierende Interaktionen, die die Grundlage für die trophischen Netze bieten, die von der Lamto-Station beobachtet wurden. Neben seiner Forschungsarbeit in Westafrika (Elfenbeinküste, Guinea, Mali) unternahm Lamotte Reisen nach Guyana, Kuba, Mexiko, Venezuela und Kolumbien. 
Der überwiegende Teil von Lamottes Bibliographie befasst sich mit Froschlurchen. Von 1942 bis 2006 veröffentlichte er 87 herpetologische Schriften, von denen sich 80 speziell den Froschlurchen widmen. Er veröffentlichte viele illustrierte Arbeiten, in denen die Kaulquappenbiologie von über 40 Arten beschrieben wird. Zudem förderte er den Einsatz der afrikanischen Krallenfroschart Xenopus tropicalis als Labortier für die Herstellung von Schwangerschaftstests. Er veröffentlichte viele wissenschaftliche Artikel über die Systematik von Froschlurchen und verfasste mehrere Erstbeschreibungen aus den Familien Phrynobatrachidae und Ptychadenidae. Der Großteil dieser Arbeit entstand in Zusammenarbeit mit Jean Guibé vom Muséum national d’histoire naturelle. In Lamottes Labor wurde das größte herpetologische Forschungsprogramm Frankreichs entwickelt. Unter seinen Studenten befanden sich namhafte Forscher wie Alain Dubois.
Beginnend mit seiner Doktorarbeit interessierte sich Lamotte zunehmend für die Evolutionsbiologie, die Biostatistik und die allgemeine Biologie, über die er mehrere Bücher verfasste. Hierzu zählen Introduction à la biologie quantitative (1948), Initiation aux méthodes statistiques en Biologie (1957), Biologie générale (1968, drei Bände in Zusammenarbeit mit Philippe L’Héritier), Le polymorphisme dans de règne animal (1974), Les problèmes de l’espèce dans le règne animal (1976–1980, drei Bände in Zusammenarbeit mit Charles Bocquet) sowie Théorie actuelle de l’évolution (1994).
Im Juni 1944 heiratete Lamotte Françoise Polonovski. Aus dieser Ehe gingen zwei Söhne und vier Töchter hervor.

## Mitgliedschaften und Auszeichnungen
Von 1973 bis 1977 war er Vorsitzender des Verwaltungsausschusses des Centre d’Études Phytosociologiques et écologiques du Laboratoire de Biologie Évolutive des populations in Gif-sur-Yvette. Von 1976 bis 1980 war er Präsident der ökologischen Kommission des Centre national de la recherche scientifique. Von 1978 bis 1983 war er Präsident der Société zoologique de France. Von 1986 bis 1987 war er Präsident der Société d’Écologie. Ferner hatte er Mitgliedschaften in der Société de Biogéographie, der Société française de Malacologie, der Société Française de Herpétologie, der Société de Biométrie, der Société de Génétique, der Société d’Écophysiologie sowie in der Société royale des sciences de Belgique. Lamotte ist Inhaber des Ordre des Palmes Académiques, Ritter der Ehrenlegion, Offizier des Ordre national de la République de Côte d’Ivoire sowie Offizier des Ordre national du Mérite. Ferner erhielt er die Ehrendoktorwürden der Freien Universität Brüssel und der Universität Lüttich, den Prix Gadeau de Kerville in Biologie der Société zoologique de France (1952), den Cuvier-Preis (1952) und den Prix Gadeau de Kerville der Société entomologique de France (2004).

## Dedikationsnamen
Nach Maxime Lamotte sind mehrere Wirbeltiere und Wirbellose benannt, darunter
- Acontius lamottei (Dresco, 1972)
- Anisops lamottei Poisson, 1949
- Asphinctopone lamottei Bernard, 1953
- Callispa lamottei Uhmann, 1954
- Chiloglanis lamottei Daget, 1948
- Copelatus lamottei Legros, 1954
- Crematogaster lamottei Bernard, 1953
- Crocidura lamottei Heim de Balsac, 1968
- Crotaphatrema lamottei (Nussbaum, 1981)
- Dichogaster lamottei Omodeo, 1958
- Dorylus lamottei Bernard, 1953
- Dugesia lamottei de Beauchamp, 1952
- Ectomocoris lamottei Villiers, 1948
- Ectromachernes lamottei Vachon, 1952
- Epiplatys lamottei Daget, 1954
- Gardena lamottei Villiers, 1948
- Guaranidrilus lamottei Omodeo, 1958
- Hipposideros lamottei Brosset, 1985
- Hyperolius lamottei Laurent, 1958
- Hypoponera lamottei (Bernard, 1953)
- Kassina lamottei Schiøtz, 1967
- Lamottemys okuensis Petter, 1986
- Micropotamogale lamottei Heim de Balsac, 1954
- Pachycondyla lamottei (Bernard, 1953)
- Pochytoides lamottei Wesolowska, 2018
- Polididus lamottei Villiers, 1961
- Polytoxus lamottei Villiers, 1963
- Psilolomia lamottei (Villiers, 1950)
- Ramogneta lamottei Karppinen, 1966
- Scelidocteus lamottei Jézéquel, 1964
- Schidium lamottei Villiers, 1948
- Sphedanolestes lamottei Villiers, 1948
- Thanatus lamottei Jézéquel, 1964